# Drosophila guaraja
Drosophila guaraja este o specie de muște din genul Drosophila, familia Drosophilidae, descrisă de King în anul 1947. Conform Catalogue of Life specia Drosophila guaraja nu are subspecii cunoscute.